# Pyramid Island (Nevada)
Pyramid Island ist eine rund zwei Hektar große Insel am Südostufer des Pyramid Lake, Nevada. Sie befindet sich  etwa 1,9 Kilometer nordöstlich von Anaho Island und etwa 9 Kilometer von der Gemeinde Sutcliffe.
Das weiße Band, das östlich der Insel zu sehen ist, besteht aus Kalziumkarbonat, das sich dort ablagerte, als der See an bzw. nahe an seinem Überflusspunkt war.